# Gangarol
Gangarol je nenaseljeni otočić u hrvatskom dijelu Jadranskog mora, u šibenskom otočju. Leži u Srednjem kanalu između otoka Žut i Pašman, od kojega je udaljen oko 2 km.
Njegova površina iznosi 0,332 km². Dužina obalne crte iznosi 3,21 km. Najviši vrh je visok 36 mnm.

## Vanjske poveznice
|  | Zajednički poslužitelj ima još gradiva o temi Gangarol |